# Miroslav Vojtěchovský (odbojář)
Miroslav (někdy též Miloslav) Vojtěchovský (10. února 1906 Strašnice – 30. června 1942 Praha, Kobyliská střelnice) byl český odbojář a spolupracovník škpt. Václava Morávka ze skupiny Tři Králové, podporovatel výsadkářů Anthropoid a Silver A z období druhé světové války popravený nacisty.

## Život
Miroslav Vojtěchovský se narodil 10. února 1906 ve Strašnicích (dnes Praha 10 – Strašnice) jako prvorozený syn Josefa Vojtěchovského (* 27. září 1873), majitele statku ve Strašnicích, a Anny Vojtěchovské, rozené Sixtové (* 19. února 1884), původem z Velimi. Rodiče byli oddáni 6. května 1905 v evangelickém chrámu Páně ve Velimi. Pokřtěn byl jako Miroslav Jan 18. února 1906 v evangelickém kostele sv. Salvátora v Praze 1 na Starém Městě. Měl dva mladší bratry, Vlastimila (* 12. března 1911, pokřtěný Vlastimil Josef) a Jiřího (* 16. září 1917). Další bratr Josef (Pepoušek), pokřtěný Josef Jan, zemřel v dětském věku (* 5. prosince 1908 – † 22. září 1910). Miroslavův strýc (matčin bratr) Josef Sixta (* 20. února 1890) byl známý pražský advokát.
Jeho rodiče se významně podíleli na vzniku strašnického farního sboru Českobratrské církve evangelické. Miroslavův dědeček Josef Vojtěchovský starší (1845–1931) byl prvním předsedou, jeho otec Josef Vojtěchovský mladší (1873–1938) byl místopředsedou evangelické kazatelské stanice ve Strašnicích založené v roce 1925. Rodina Vojtěchovských dokonce zapůjčila místnosti ve svém domě ke konání prvních bohoslužeb a v roce 1930 stála u zrodu strašnického sborového domu (dodnes na adrese Kralická 1001/4, Praha 10-Strašnice). V roce 1937 pak byl ustaven samotný sbor, který Vojtěchovští finančně podporovali, již roce 1931 pro tyto účely založili „Dotační fond rodiny Vojtěchovských“.
Rodina Vojtěchovských byla rovněž aktivní v Sokole. Otec Josef Vojtěchovský byl členem TJ Sokol Strašnice již od jejího založení v roce 1908 a dlouhé roky působil ve vedení jednoty jako starosta či I. náměstek. Miroslavova matka Anna Vojtěchovská (1884–1952) se stala členkou v roce 1913 a členem byl i Miroslavův strýc (otcův bratr) Jan Vojtěchovský (1867–1926). Miroslav byl aktivní v Sokole od roku 1924, jeho bratr Vlastimil od roku 1932. Miroslav Vojtěchovský byl členem pořadatelského odboru jednoty Strašnice a župy Středočeské.
Vyučil se zámečníkem. Dne 4. prosince 1934 se v kostele sv. Salvátora v Praze 1 oženil s dcerou poštovního ředitele, Marianne Schlafovou (* 11. října 1914 v Praze). Jeho manželka byla židovského původu. Dne 11. února 1936 se jim narodil syn Josef. Na statku si Miroslav Vojtěchovský zřídil zámečnickou dílnu a autodílnu. Rodina Vojtěchovských na statku v Katteho ulici čp. 12 (dnes Ke Strašnické 1210/13) rovněž vyráběla a opravovala nákladní přívěsy a valníky. Manželství Miroslavovi nevydrželo dlouho – 23. března 1939 se rozvedl.

## Odboj
Miroslav Vojtěchovský se za německé okupace aktivně zapojili do sokolského odboje v rámci organizace „Jindra“. Na statku ukryl a tím zachránil archiv strašnické jednoty. Přes pplk. Václava Nováka z Uhříněvsi, Františka Kotrbu a bratry Miroslava a Otakara Šrámkových se i s bratrem Jiřím Vojtěchovským zapojil do odboje kolem pplk. Josefa Mašína a škpt. Václava Morávka.
Spolupracoval rovněž s radisty Jindřichem Klečkou a Otto Linhartem. V červenci až září roku 1941 vysílala ze statku Vojtěchovských vysílačka SPARTA I. V zimě a na jaře roku 1942 se zde konaly schůzky Jozefa Gabčíka, Jana Kubiše (oba operace Anthropoid) a Josefa Valčíka (operace Silver A), ale i Oldřicha Dvořáka (operace Steel) s podporovateli parašutistů, např. s Ladislavem Vaňkem, Oldřichem Frolíkem, Karlem Pavlíkem, pplk. Václavem Novákem a s dalšími z řad ilegální odbojové organizace „Jindra“. Několikrát zde přespal škpt. Václav Morávek. V zahradním altánu u statku přespávali Jozef Gabčík, Jan Kubiš, Josef Valčík.
Začátkem roku 1942 plánoval Miroslav Vojtěchovský ukrýt tři z parašutistů na statku ve Velimi u svých příbuzných. Zkontaktoval proto rodinu svého strýce z matčiny strany, Jindřicha Sixtu (* 16. listopadu 1903). Sixtovi dokonce v prvním patře svého domu vybudovali speciální skrýš, která ale nakonec využita nebyla, protože Miroslavova teta dostala na poslední chvíli strach a odmítla takové riziko podstoupit.
V únoru a březnu 1942 se spolu s bratrem Jiřím Vojtěchovským, odbojáři okolo pplk. Václava Nováka a členy výsadku Anthropoid účastnil příprav doskokové (shazovací) plochy u Uhříněvse v blízkosti vršku Jankov. Skupina čekala dvakrát na přílet letadla. První očekávání příletu se nepodařilo kvůli počasí, hustě sněžilo. Letadlo nepřiletělo ani následující den. Doskokové plochy v okolí Uhříněvsi nakonec využity nikdy nebyly.

## Zatčení, smrt
Miroslav Vojtěchovský byl zatčen 15. května 1942 na základě udání, že přechovává zbraně a vysílačku. Gestapo zatklo a vyšetřovalo i jeho nejmladšího bratra Jiřího Vojtěchovského, pozdějšího evangelického faráře. Ten byl ale po několika dnech propuštěn pro nedostatek důkazů. Prostřední z bratrů, Vlastimil Vojtěchovský, zatčení unikl, protože v té době pobýval ve Skotsku na studiích. Živil se jako účetní.
Miroslav Vojtěchovský byl odsouzen k trestu smrti a 30. června 1942 zastřelen na Kobyliské střelnici v Praze. Jeho bývalá manželka Marianne skončila v Terezíně. Buď byla deportována do Osvětimi, kde 11. listopadu 1942 zahynula v plynové komoře, nebo, jak uvádí Jaroslav Čvančara, byla 4. února 1945 zavlečena do terezínského ghetta k „uzavřenému pracovnímu nasazení“ a její další osud není znám.

## Vyznamenání
Dne 13. září 1946 udělil prezident republiky Miroslavu Vojtěchovskému Československý válečný kříž In memoriam.

## Připomínka
- Jeho jméno (Miroslav Vojtěchovský, 36) je uvedeno na pamětní desce popravených na Kobyliské střelnici.[26]
- Jméno Miroslav Vojtěchovský je uvedeno na pamětní desce Obětem 2. světové války, umístěné v budově strašnického sboru Českobratrské církve evangelické na adrese Praha 10, Kralická 1001/4. Na desce je nápis: "PAMÁTCE NAŠICH PADLÝCH A UMUČENÝCH 1939 -1945 FAUL FRANTIŠEK, HÁJEK VLADIMÍR, HEJL FRANTIŠEK, HEJLOVÁ MILADA, HERZÁNOVÁ OTILIE, JELÍNEK RUDOLF, PAVLÍČEK JAN, ŠOLC MILOŠ, VINŠ FRANTIŠEK, VIRT OTAKAR, VOJTĚCHOVSKÝ MIROSLAV, ZDRCHANÝ KAREL. ČESKOBRATRSKÝ EVANGELICKÝ SBOR V PRAZE XIII."[27]
- Jeho jméno je uvedeno na pamětní desce obětem 2. světové války na průčelí budovy strašnické sokolovny, na adrese Saratovská 400/4, 100 00 Praha 10 - Strašnice. Na desce je nápis: "ZA NAŠÍ SVOBODU ŽIVOT POLOŽILI 1939 – 1945 (následuje výčet jmen) VOJTĚCHOVSKÝ M.[28]
- Na hrobě rodiny Vojtěchovských na Olšanských hřbitovech I je uvedeno jeho jméno: "MIROSL. VOJTĚCHOVSKÝ * 10. II. 1906 ZASTŘELEN 30. VI. 1942".

## Galerie

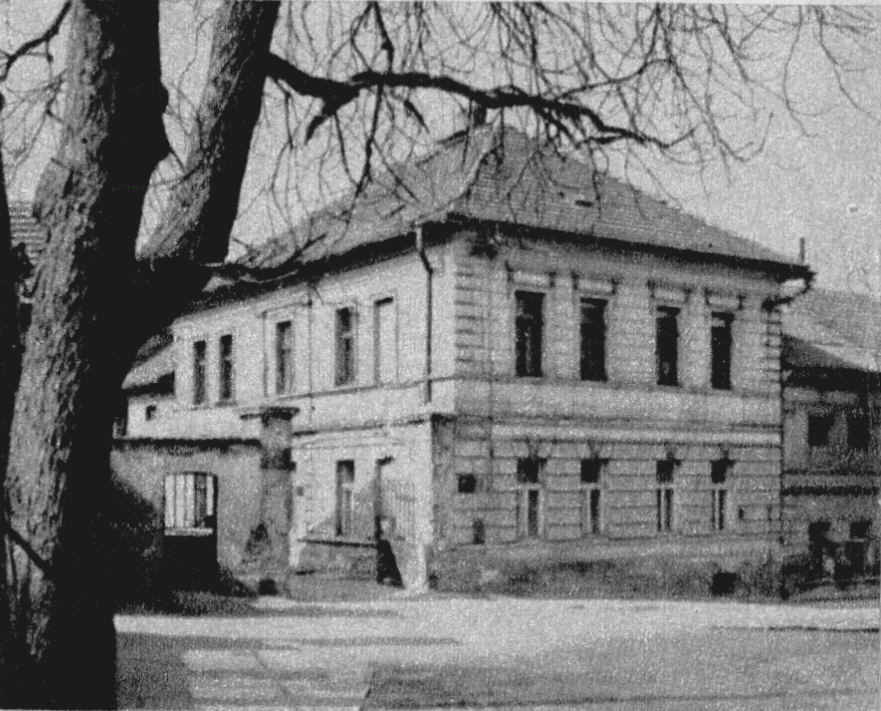
Statek bratří Vojtěchovských na dobové fotografii
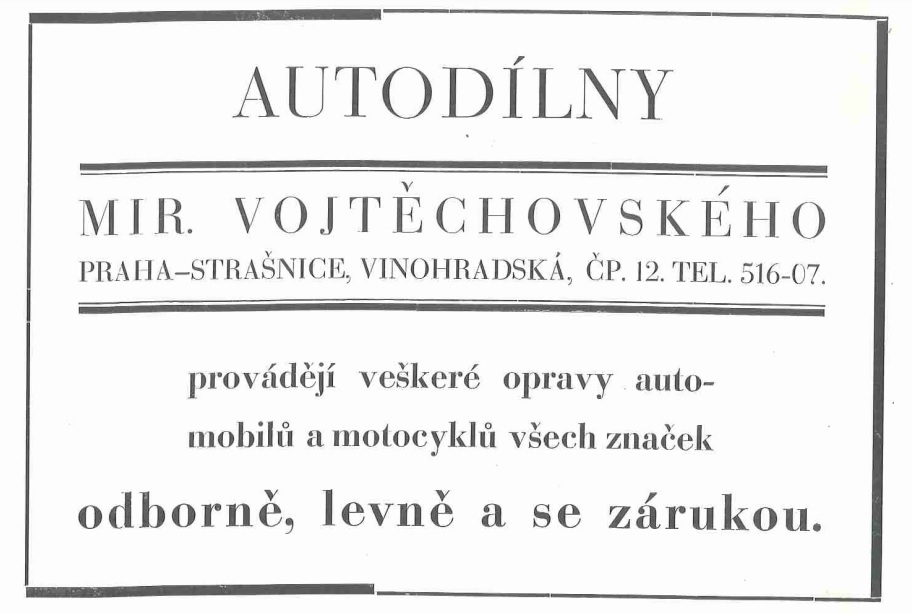
Autodílny M. Vojtěchovský, reklamní inzerát, r. 1933 (v letech 1906—1940 se ulice jmenovala Vinohradská, 1940—1945 Katteho)
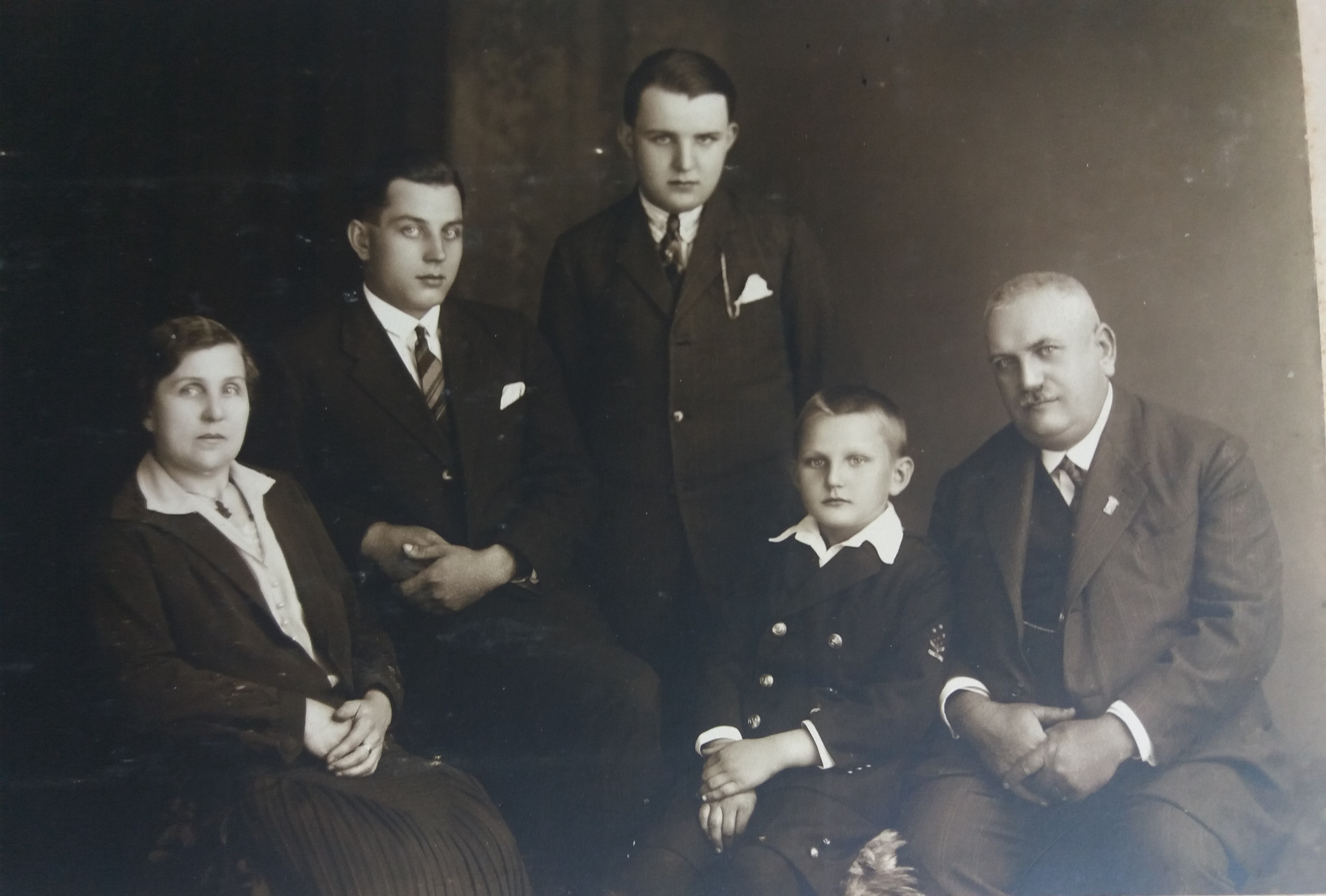
Rodina Vojtěchovských, zleva: matka Anna Vojtěchovská, synové Miroslav, Vlastimil, Jiří, a otec Josef Vojtěchovský, cca. 1930
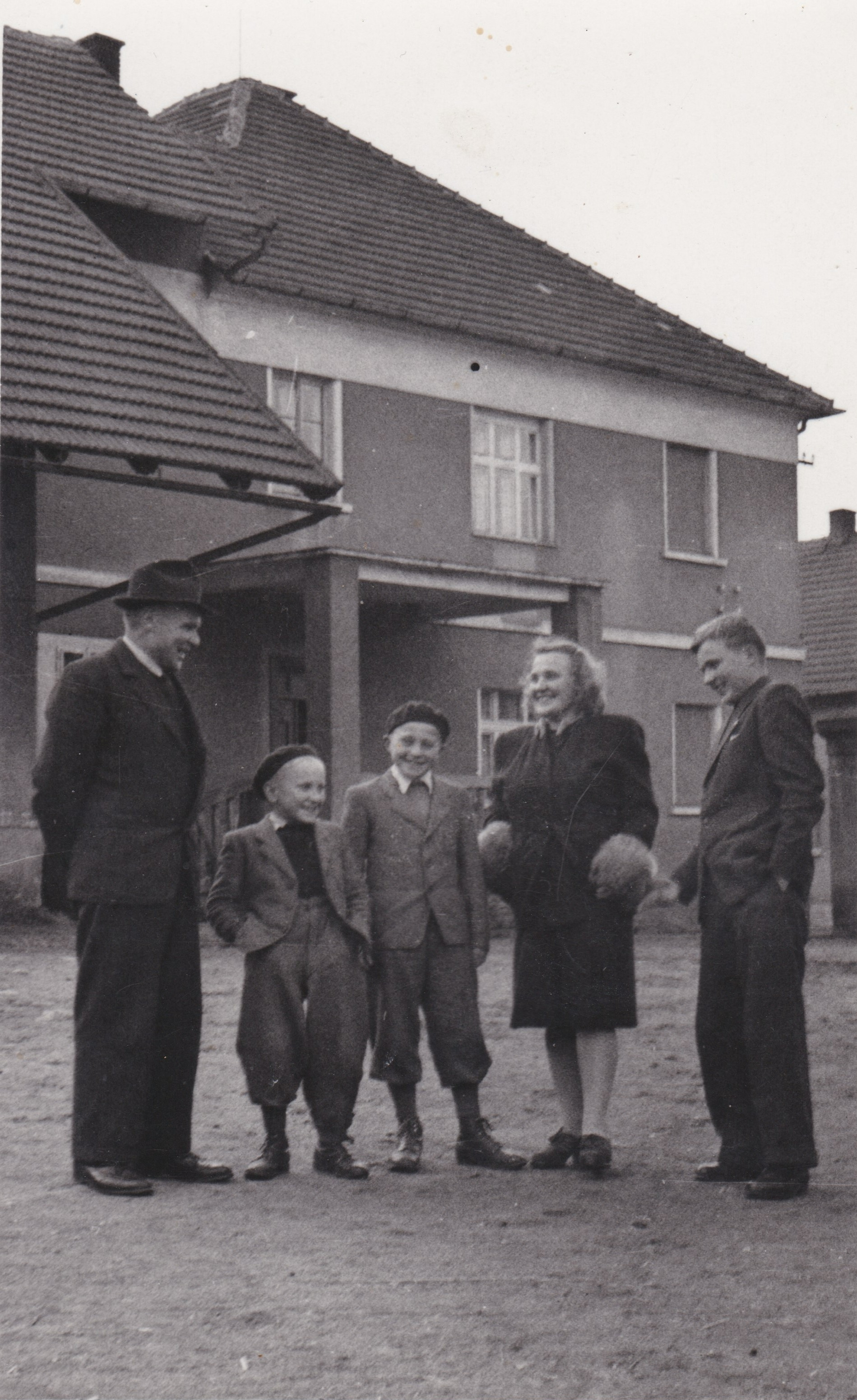
Rodina Sixtových (strýc Jindřich s manželkou a syny) před statkem ve Velimi, kde M. Vojtěchovský plánoval ukrýt parašutisty
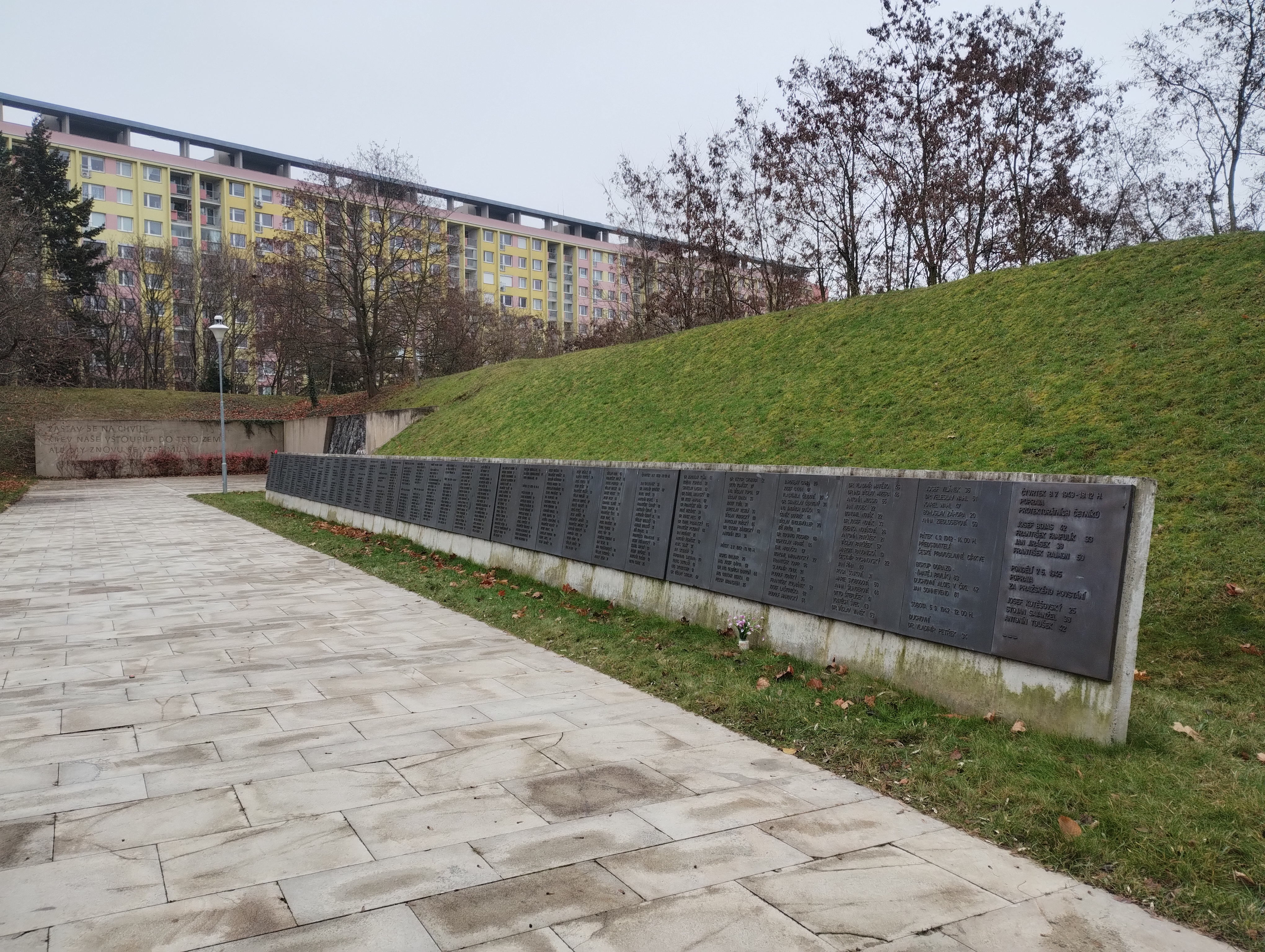
Pamětní desky se jmény popravených na Kobyliské střelnici
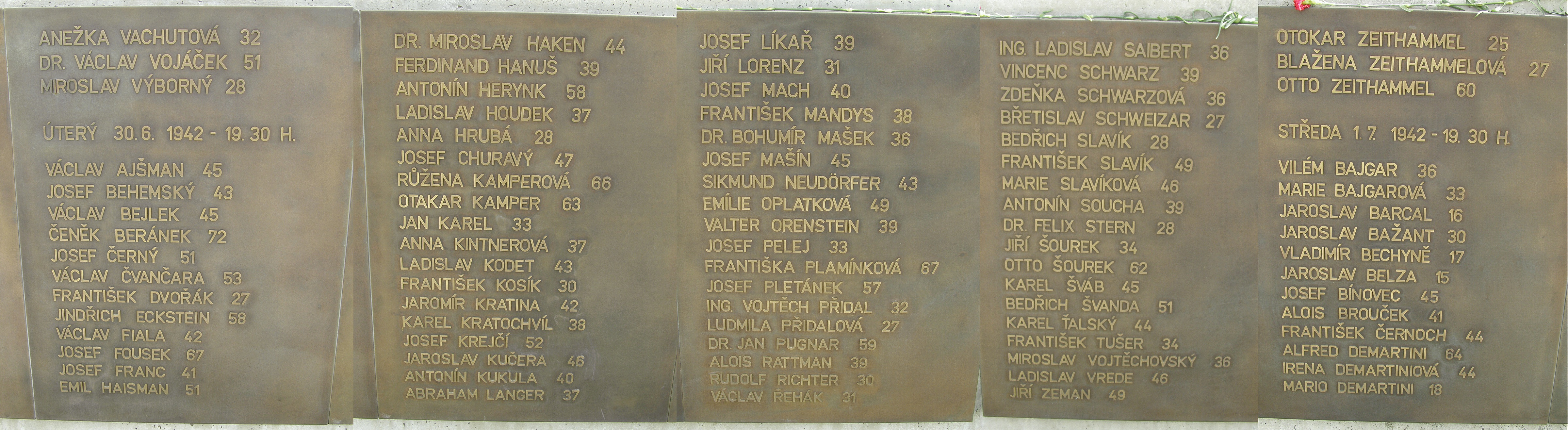
Detail desek se jmény popravených dne 30. června 1942, Kobyliská střelnice
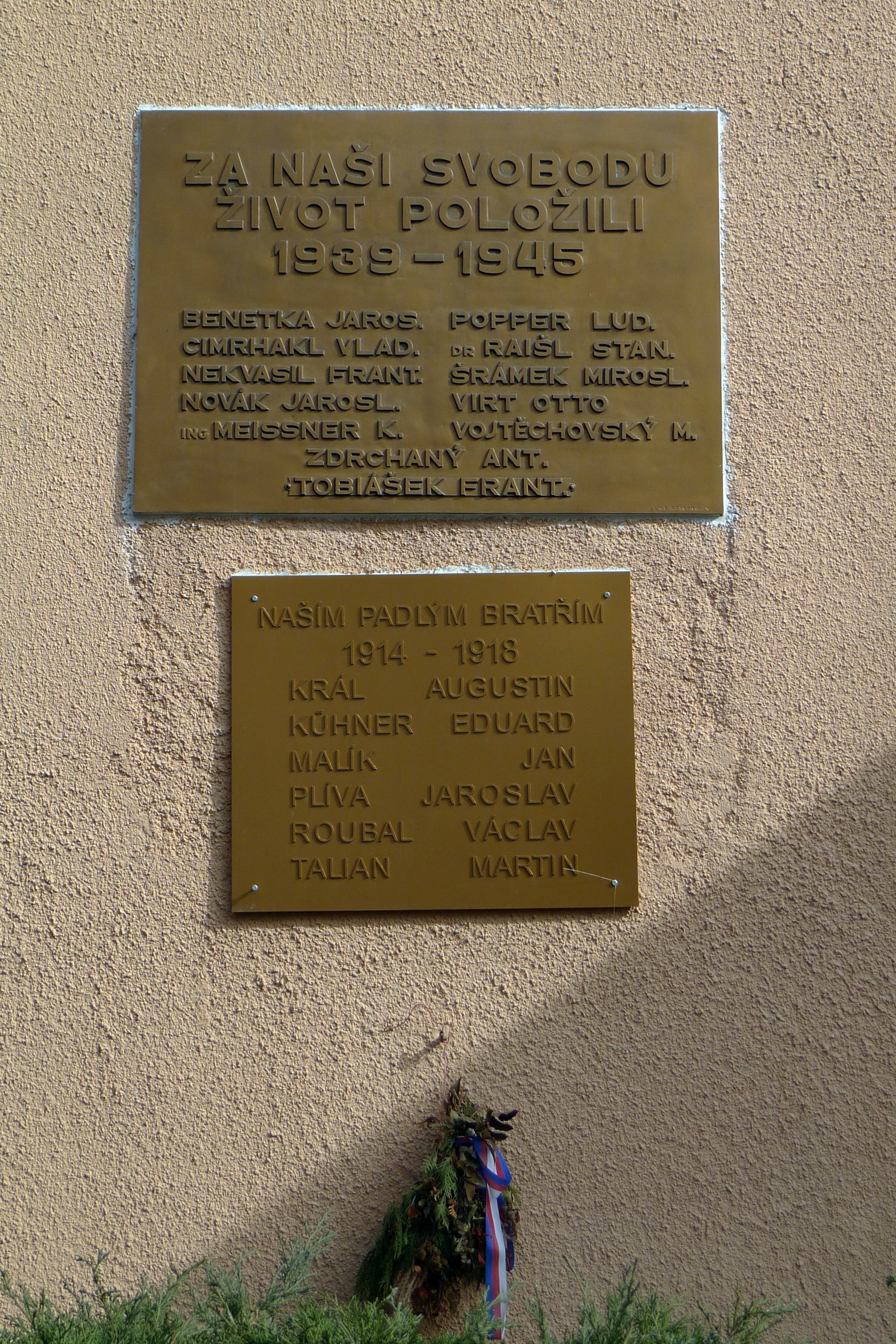
Pamětní deska na budově strašnické sokolovny se jménem M. Vojtěchovského
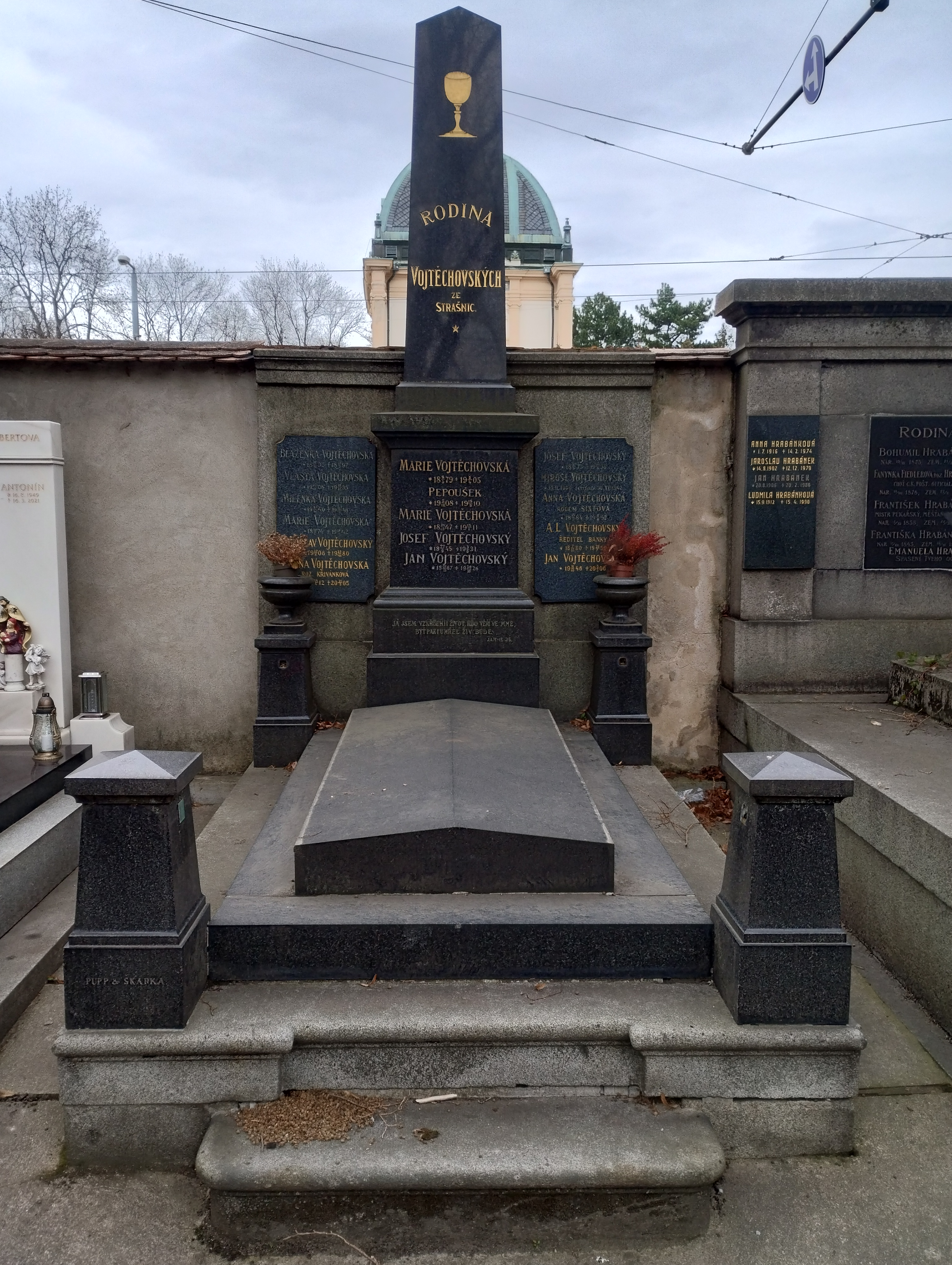
Rodinný hrob Vojtěchovských na Olšanských hřbitovech I v Praze
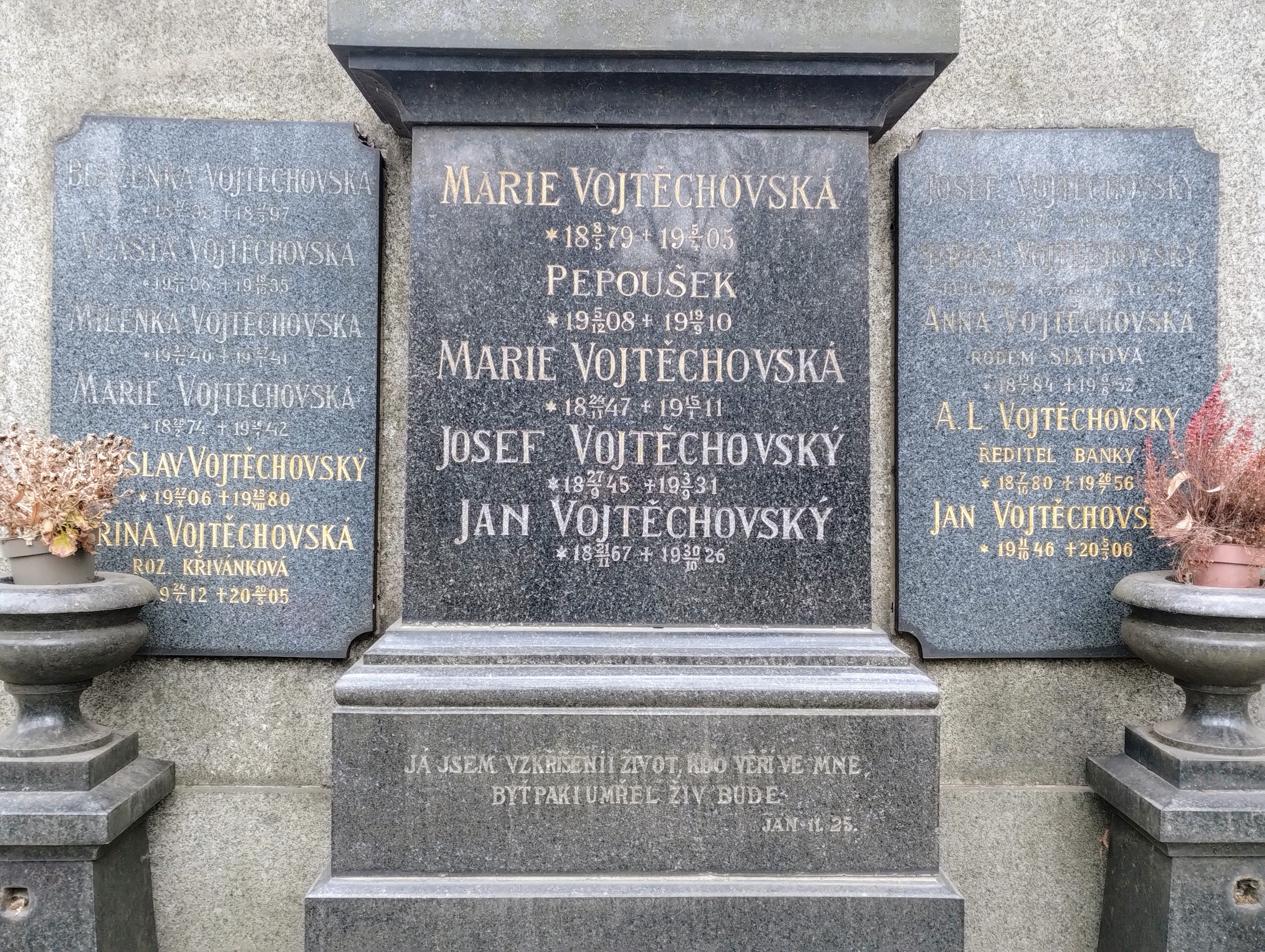
Rodinný hrob Vojtěchovských na Olšanských hřbitovech I v Praze, detail
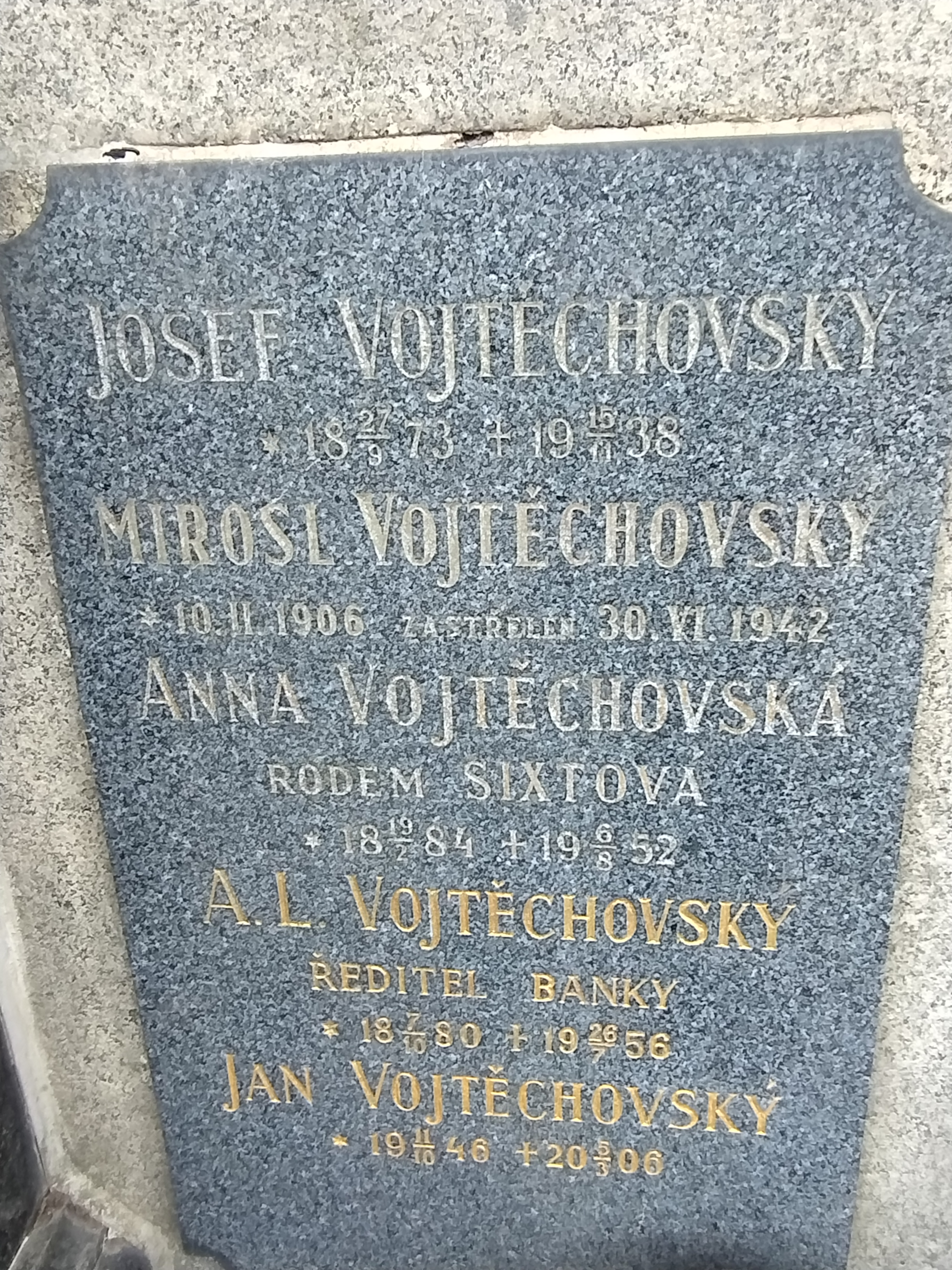
Rodinný hrob Vojtěchovských na Olšanských hřbitovech I v Praze, detail se jménem Miroslava Vojtěchovského